# 王庾
王庾（1407年—？），字仲京，湖廣武昌府江夏縣人，民籍。明朝政治人物。進士出身。

## 生平
湖廣鄉試第九名。正統七年（1442年）壬戌科會試第九十九名，殿試登進士第三甲第三十七名。除戶科給事中，歷山西參政，官至廣東右布政使，以丁憂歸鄉去世。

## 家族
曾祖王庭濟。祖父王添祥。父亲王文貴。